# Sedaldo
Sedaldo anche Tedoaldo o Sedoaldo (... – 25 dicembre ...; fl. IX secolo) è stato un vescovo italiano, vescovo di Acqui alla fine dell'XI secolo.

## Biografia
Indicato da una pergamena dell'XI secolo, riportata nella Solatia Chronologica Sacrosanctae Ecclesiae Aquensis da Gregorio Pedroca, come vescovo di Acqui all'epoca di papa Formoso, ossia tra l'891 e l'896..
Secondo Biorci, che lo chiama Tedoaldo, morì dopo pochi anni di episcopato nell'892, mentre Pedroca e Ravera si attengono alla date della pergamena, che inoltre indica nel 25 dicembre la data della sua morte.